# 川南风毛菊
川南风毛菊（学名：Saussurea platypoda），为菊科风毛菊属下的一个植物种。